# 寺庄駅

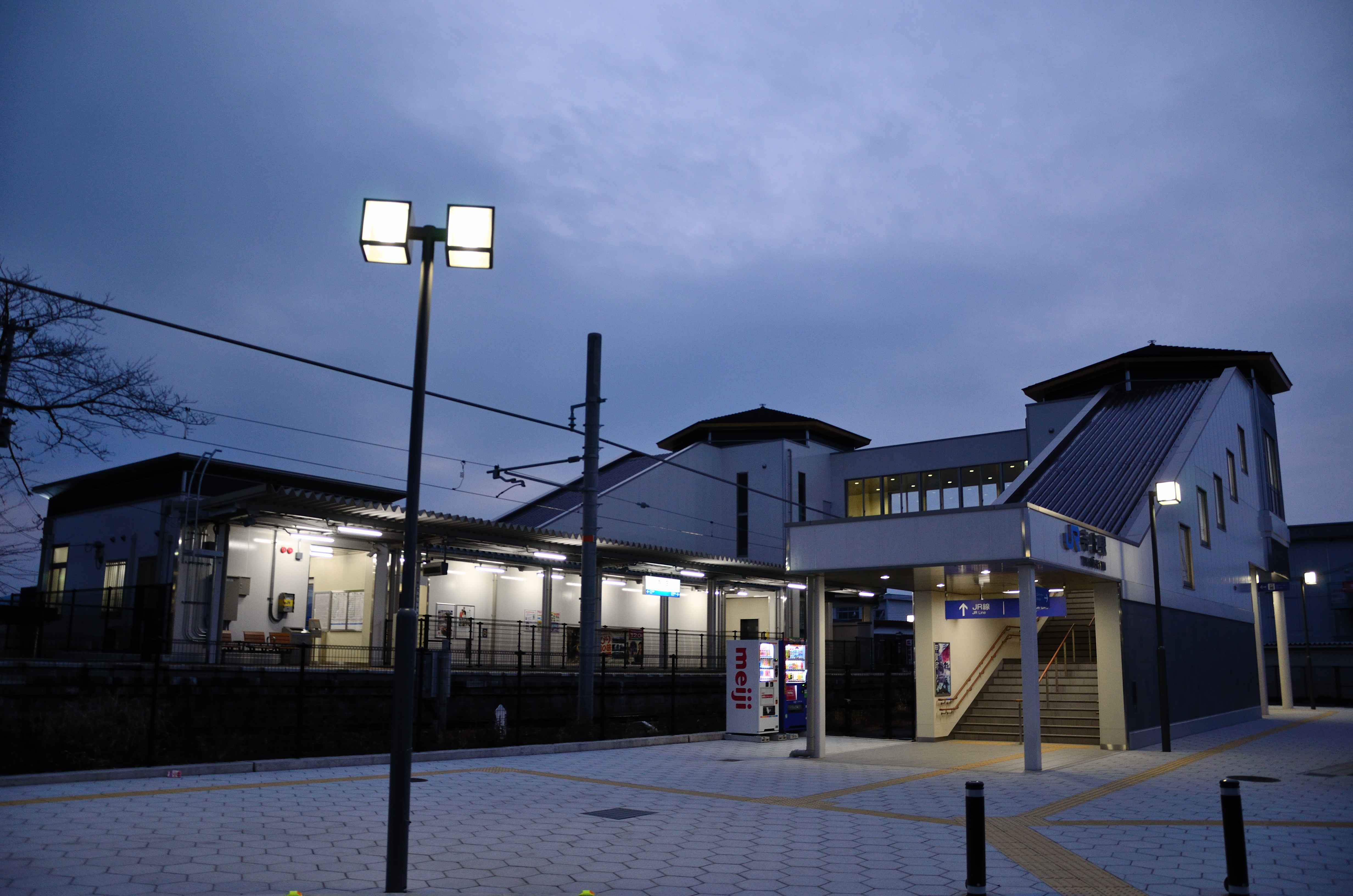
北口（2012年2月）

寺庄駅（てらしょうえき）は、滋賀県甲賀市甲南町寺庄にある、西日本旅客鉄道（JR西日本）草津線の駅である。

## 歴史
- 1959年（昭和34年）12月25日：日本国有鉄道草津線の甲賀駅 - 甲南駅間に新設開業[2]。
- 1987年（昭和62年）4月1日：国鉄分割民営化に伴い、西日本旅客鉄道の駅となる[2]。
- 2010年（平成22年）12月4日：新駅舎が完成し、自由通路の利用を開始[3]。
- 2011年（平成23年）
  - 3月21日：新駅舎の全面供用を開始[4]。
  - 4月1日：簡易委託化。
- 2018年（平成30年）3月17日：ICカード「ICOCA」の利用が可能となる[5]。ICカード専用簡易改札機で対応。

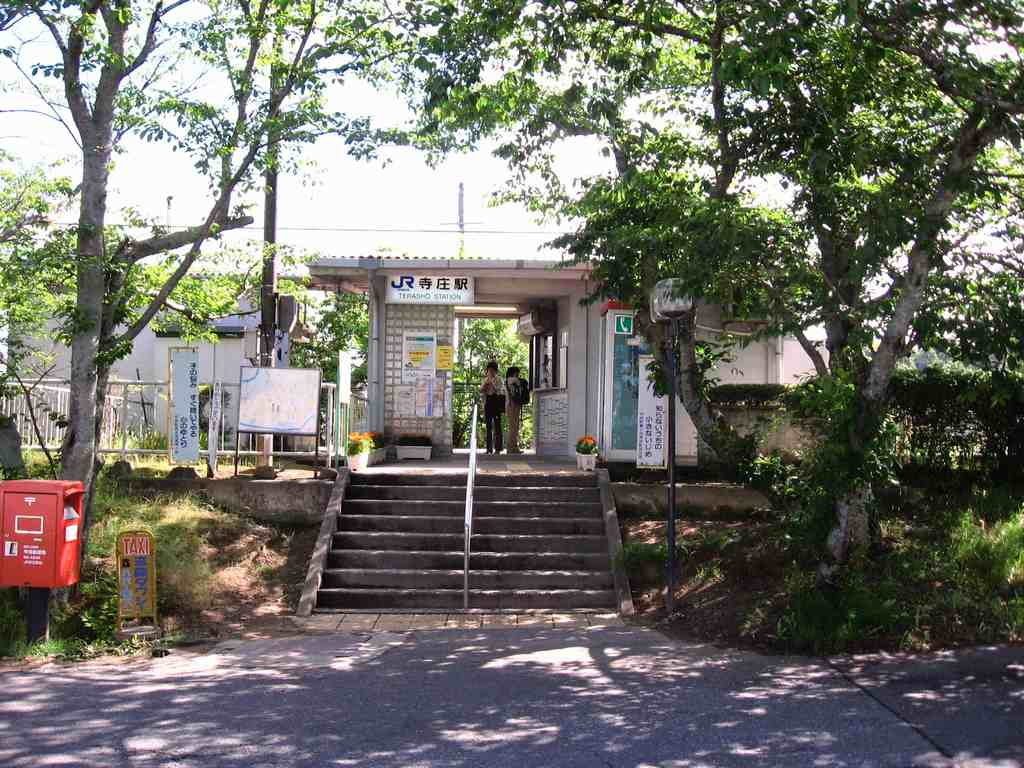
旧駅舎（2007年6月、当時は南口のみ）

## 駅構造
草津方面に向かって左側に単式ホーム1面1線を持つ地上駅で自由通路を有する（駅舎は地上にあるため橋上駅ではない）。棒線駅のため、柘植行きと草津方面行きが同一ホームに発着する。草津駅が管理する簡易委託駅で、日中時間帯のみJR西日本交通サービス社員が駅業務を行っている。ホーム横には桜並木が植樹されている。

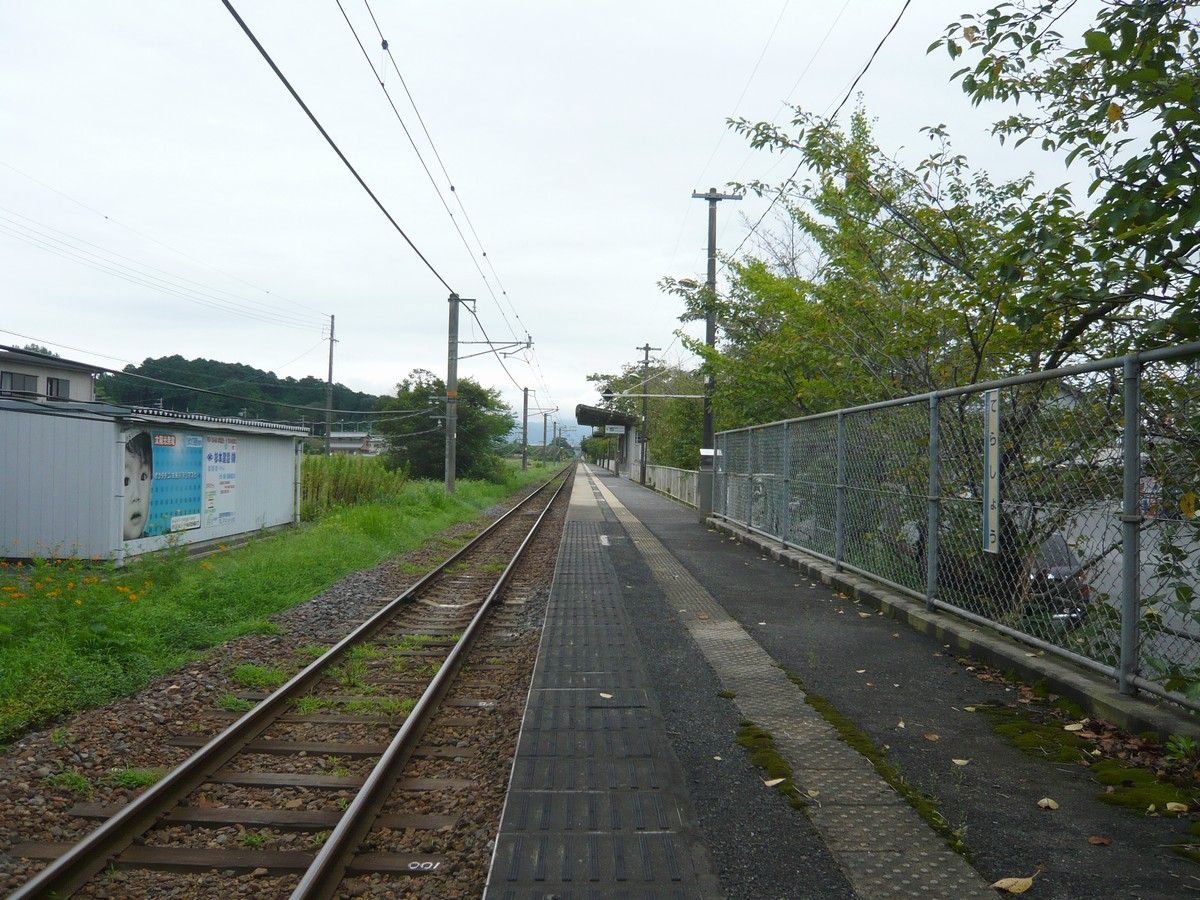
ホーム（2007年9月、当時は南口のみ）

## 利用状況
JR西日本の移動等円滑化取組報告書によれば、2023年度の1日当たりの利用者数は1,410人。「滋賀県統計書」によると、1日平均の乗車人員は以下の通りである。
| 年度   | 1日平均 乗車人員 | 出典        |
| ------ | ---------------- | ----------- |
| 1992年 | 961              | [ 統計 2 ]  |
| 1993年 | 943              | [ 統計 3 ]  |
| 1994年 | 948              | [ 統計 4 ]  |
| 1995年 | 912              | [ 統計 5 ]  |
| 1996年 | 888              | [ 統計 6 ]  |
| 1997年 | 851              | [ 統計 7 ]  |
| 1998年 | 868              | [ 統計 8 ]  |
| 1999年 | 857              | [ 統計 9 ]  |
| 2000年 | 872              | [ 統計 10 ] |
| 2001年 | 851              | [ 統計 11 ] |
| 2002年 | 828              | [ 統計 12 ] |
| 2003年 | 839              | [ 統計 13 ] |
| 2004年 | 841              | [ 統計 14 ] |
| 2005年 | 839              | [ 統計 15 ] |
| 2006年 | 849              | [ 統計 16 ] |
| 2007年 | 844              | [ 統計 17 ] |
| 2008年 | 851              | [ 統計 18 ] |
| 2009年 | 829              | [ 統計 19 ] |
| 2010年 | 811              | [ 統計 20 ] |
| 2011年 | 792              | [ 統計 21 ] |
| 2012年 | 814              | [ 統計 22 ] |
| 2013年 | 810              | [ 統計 23 ] |
| 2014年 | 774              | [ 統計 24 ] |
| 2015年 | 772              | [ 統計 25 ] |
| 2016年 | 750              | [ 統計 26 ] |
| 2017年 | 754              | [ 統計 27 ] |
| 2018年 | 753              | [ 統計 28 ] |
| 2019年 | 757              | [ 統計 29 ] |
| 2020年 | 688              | [ 統計 30 ] |
| 2021年 | 655              | [ 統計 31 ] |
| 2022年 | 696              | [ 統計 32 ] |

## 駅周辺
杣川の近くにある駅の1つ。駅付近は細い路地が多く、それに沿って住宅が多く建つ。教育機関やホース製造工場もこの路地に沿って建つ。駅南側には高校・幼稚園・地蔵堂・駐在所があり、その南を杣川が流れる。そのまま南へ抜けると新名神高速道路の高架や工業地に至るが、ともに駅からやや離れている。駅北東側にはゴルフ場があり、その裏にはゴルフ練習場や森林公園がある。駅から北へ抜けると甲賀西工業団地と隠岐（※法蔵院などがある地区のこと）を経て佐山に至る。
- 滋賀県立甲南高等学校
- 旧滋賀銀行甲南支店 - ウィリアム・メレル・ヴォーリズが設計した建造物。1925年（大正14年）竣工、旧寺庄銀行本店であった。店舗そのものは2007年（平成19年）8月に移転した[6]。
- 地蔵堂（六角堂）
- 慈音院
- 日吉神社
- 山一化工滋賀工場
- 甲南郵便局
- 甲賀市立甲南中学校
- 甲賀市立甲南東保育園
- 甲南郵便局
- 甲賀警察署寺庄警察官駐在所
- 甲賀広域行政組合消防本部甲南消防署
- 甲南カントリークラブ
- 創造の森
- 滋賀県道・三重県道4号草津伊賀線
  - 新杣川橋 - 杣川に架かる橋の1つ
- 滋賀県道123号水口甲南線
  - 千歳橋 - 杣川に架かる橋の1つ
- 滋賀県道134号上馬杉野尻線

## バス路線
駅北口のロータリー内に「寺庄駅（北口）」停留所があり、甲賀市コミュニティバスの各路線が発着する。
| 寺庄駅（北口）         | 寺庄駅（北口） | 寺庄駅（北口） |
| 運行事業者             | 系統または路線名・行先 | 備考 |
| ---------------------- | --- | --- |
| 甲賀市コミュニティバス | 甲南線：近江土山 佐山線：近江土山 / 甲賀駅北口 広域水口線：綾野 / 甲賀病院 / 甲賀駅北口 / 岩室里 環状線：甲南病院 / 南センター（・貴生川駅） 寺庄 - 甲南 - 甲賀病院線：甲賀病院 | 甲南線：平日に2便のみ運行。うち1便は学休日運休 佐山線：甲賀駅北口行きは平日午後に1便のみ運行 広域水口線：綾野行きと岩室里行きは平日午後に各1便ずつ運行 環状線：平日に4便のみ運行（※夕方の1便は貴生川駅へ直通） 寺庄 - 甲南 - 甲賀病院線：平日朝に1便のみ運行 |

注記
- 当駅を発着する路線はすべて平日のみ運行。お盆（8月13日 - 8月16日）・年末年始（12月29日 - 翌年1月4日）は平日となる日であっても、全便運休となる。

その他
- 当駅には甲南・寺庄の各地区とその周辺地区を運行するデマンドタクシー路線（甲南コミタク）も乗り入れる（※要予約）[7]。

## 隣の駅
西日本旅客鉄道（JR西日本）
 草津線
甲賀駅 - 寺庄駅 - 甲南駅

### 記事本文

### 利用状況
1. 1 2  “移動等円滑化取組報告書（鉄道駅）（令和5年度）”.   西日本旅客鉄道. 2025年3月15日閲覧。
2. ↑  平成4年滋賀県統計書[リンク切れ]
3. ↑  平成5年滋賀県統計書 (PDF)
4. ↑  平成6年滋賀県統計書 (PDF)
5. ↑  平成7年滋賀県統計書 (PDF)
6. ↑  平成8年滋賀県統計書 (PDF)
7. ↑  平成9年滋賀県統計書[リンク切れ]
8. ↑  平成10年滋賀県統計書 (PDF)
9. ↑  平成11年滋賀県統計書 (PDF)
10. ↑  平成12年滋賀県統計書 (PDF)
11. ↑  平成13年滋賀県統計書 (PDF)
12. ↑  平成14年滋賀県統計書 (PDF)
13. ↑  平成15年滋賀県統計書 (PDF)
14. ↑  平成16年滋賀県統計書 (PDF)
15. ↑  平成17年滋賀県統計書 (PDF)
16. ↑  平成18年滋賀県統計書 (PDF)
17. ↑  平成19年滋賀県統計書 (PDF)
18. ↑  平成20年滋賀県統計書 (PDF)
19. ↑  平成21年滋賀県統計書 (PDF)
20. ↑  平成22年滋賀県統計書 (PDF)
21. ↑  平成23年滋賀県統計書 (PDF)
22. ↑  平成24年滋賀県統計書 (PDF)
23. ↑  平成25年滋賀県統計書 (PDF)
24. ↑  平成26年滋賀県統計書 (PDF)
25. ↑  平成27年滋賀県統計書 (PDF)
26. ↑  平成28年滋賀県統計書 (PDF)
27. ↑  平成29年滋賀県統計書 (PDF)
28. ↑  平成30年滋賀県統計書 (PDF)
29. ↑  令和元年滋賀県統計書 (PDF)
30. ↑  令和2年滋賀県統計書 (PDF)
31. ↑  令和3年滋賀県統計書 (PDF)
32. ↑  令和4年滋賀県統計書 (PDF)